# Anhängerdreieck

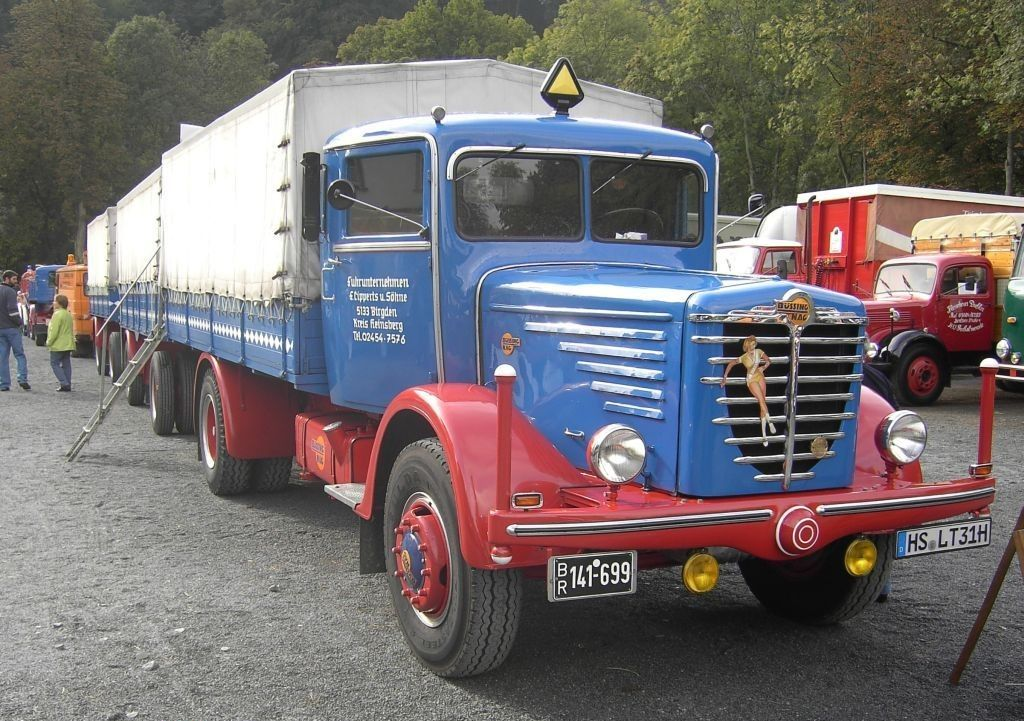
Anhängerdreieck auf dem Dach eines Büssing-NAG 5000 S von 1948

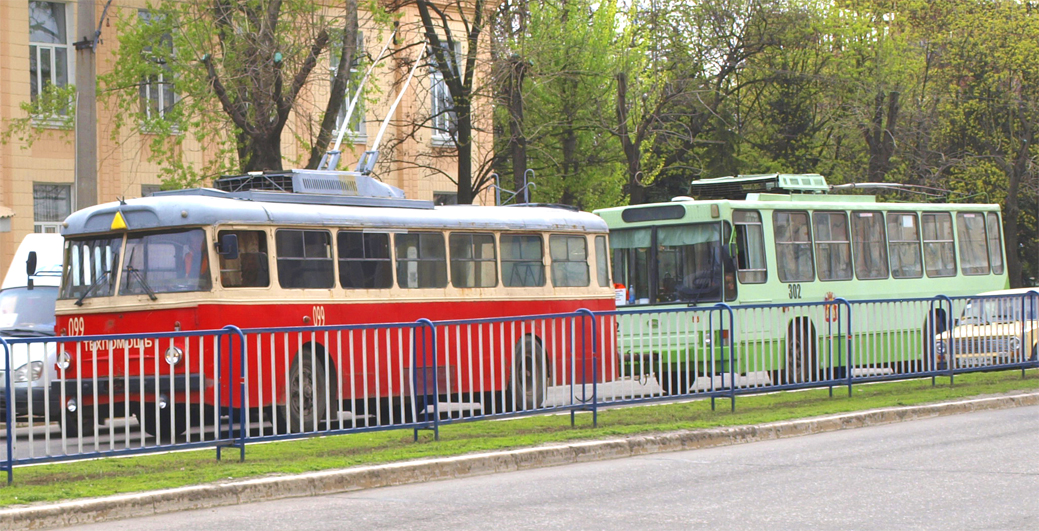
Anhängerdreieck an einem Oberleitungsbus im ukrainischen Luhansk, hier verwendet beim Abschleppen – gelbes Dreieck ohne Rand.

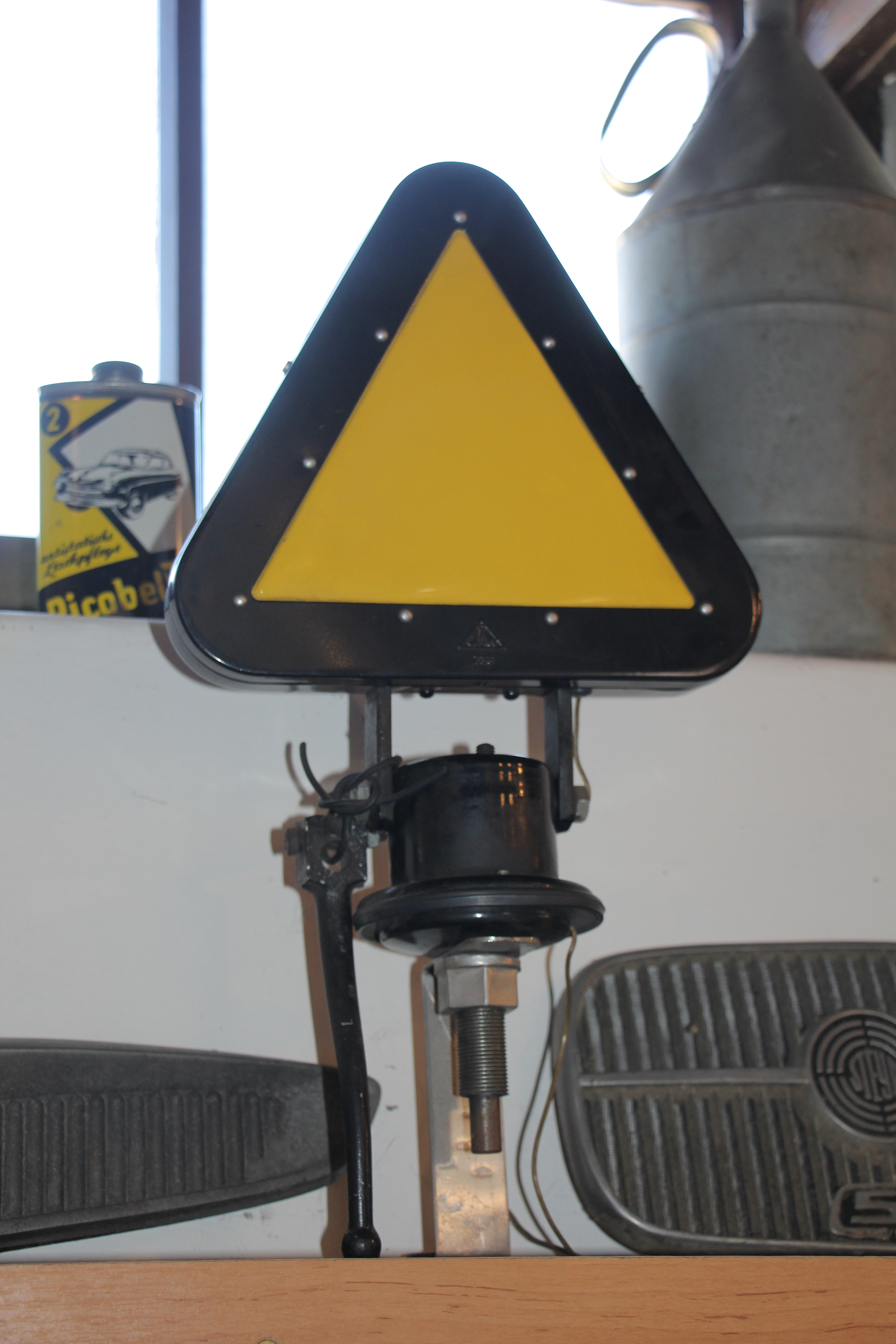
Anhängerdreieck im Automobilmuseum in Poysdorf

Das Anhängerdreieck war ein Warnzeichen im Straßenverkehr. Das meist einklappbare gelbe Dreieck mit schwarzer Umrandung war vorne mittig am Dach am Zugfahrzeug befestigt und sollte dem entgegenkommenden oder querenden Verkehrsteilnehmern anzeigen, dass ein Anhänger mitgeführt wird.

## Zweck
Durch das Anhängerdreieck wurde von vorne oder quer begegnenden Verkehrsteilnehmern signalisiert, dass ein Fahrzeug als Anhängerzug fährt und besondere Bedürfnisse und Fahreigenschaften aufweist.
- Ein Anhängerzug bremst mitunter weniger rasch. Es gab 1938 auch noch nur händisch gebremste Anhänger, mit eventuell aufsitzendem Bremser.
- Ein Anhängerzug neigt stärker dazu mit der Schleppkurve der letzten Achse in das Kurveninnere zu geraten.
- Ein Anhängerzug wird eher nach links raumausholend nach rechts abbiegen.
- Ein Anhängerzug neigt beim starken bremsen zu knicken, also dass sich der Anhänger mehr oder weniger quer stellt.
- Ein Anhängerzug ist viel schwerer zurückzusetzen, an einer Engstelle wird man ihm also eher die Vorfahrt lassen vor Gegenverkehr, der ohne Anhänger ankommt.

## Historie
Das Anhängerdreieck war in Deutschland (Deutsches Reich und danach in der Bundesrepublik Deutschland sowie der DDR) vom 1. April 1938 bis 1956 in § 44 der StVZO vorgeschrieben.
Für Österreich, das nur 19 Tage davor – am 13. März 1938 – an das Deutsche Reich „angeschlossen“ worden war, galt diese Bestimmung wohl ebenso. Nach dem Zweiten Weltkrieg (bis 1945) und der Besatzungszeit (bis 1955) wurde im wiedererstandenen Österreich die StVO 1960 neu beschlossen, die ab Jahresbeginn 1961 galt. Das Anhängerdreieck war nicht mehr enthalten, jedoch auch nicht verboten. Auf älteren Lkw, etwa Möbelwagen und Baufahrzeugen waren Anhängerdreiecke noch bis 1970 häufiger zu sehen, umgeklappt oder hochgestellt, eher unabhängig vom Vorhandensein eines Anhängers, doch kaum jemals noch beleuchtet.
Demnach musste in Deutschland ab dem 1. April 1938 auf dem Fahrerhausdach ein gelbes klappbares Dreieck mit einer Seitenlänge von 18 cm als sogenanntes Anhängerdreieck vorhanden sein. Das beleuchtbare Dreieck musste bei allen Fahrten mit dem Anhänger im ausgeklappten Zustand bei Dunkelheit auf mindestens 100 m erkennbar sein.
Am 21. März 1956 gab es in Deutschland eine Neuregelung der StVZO, inoffiziell die „Seebohm’schen Gesetze“ genannt, und das Anhängerdreieck war danach bei Neufahrzeugen (Lastkraftwagen, Zugmaschinen, Omnibussen und Oberleitungsbussen im Anhänger-Betrieb sowie Oberleitungsbusdoppeltraktionen) nicht mehr zulässig. Ähnliche Einrichtungen waren früher auch in anderen europäischen Ländern zu finden.

## Beschreibung
Es war ein klappbares gelbes Dreieck mit schwarzer Umrandung und Innenbeleuchtung auf dem Fahrerhaus bzw. Kabinendach, das bei Anhängerbetrieb aufgestellt werden musste, um entgegenkommenden Fahrzeugen die Gefahr durch den (oder die) Anhänger zu signalisieren. Ältere Versionen hatten eine Halterung mit je einem Gelenk links und rechts, spätere eine an der Dreiecksbasis mittig ansetzende Halterung mit nur einem Gelenk. Für Busanhänger war das Dreieck weiß mit einer roten Umrandung, ähnlich einem Gefahrzeichen.
Einfache, frühe Ausführungen mussten eher von außen händisch hochgeklappt werden, indem man seitlich der Motorhaube oder an der Frontlenkerfront ausreichend hochgestiegen ist. Später setzten sich durchsteckmontierte Dreiecke mit einer Klappmechanik durch, die von innerhalb der Kabine mit einem Drehhebel betätigt werden konnte.
Ähnliche Bestimmungen gab es auch in Österreich (siehe oben), in Frankreich, in Italien, in den Niederlanden, Schweden und der Sowjetunion. Während sich die österreichische und niederländische Version kaum von der deutschen Version unterschied, waren die anderen Versionen unterschiedlich gestaltet und oft auch nicht von innen beleuchtet. Dabei gab es auch Ausführungen mit einem Dreieck auf quadratischem oder kreisrundem Hintergrund.
In der Schweiz war gemäß der Vollziehungsverordnung über den Motorfahrzeug- und Fahrradverkehr ab Ende November 1932 vorgeschrieben, dass am Zugwagen ein quadratisches, blaues Warnungsschild mit einem weißen, gleichseitigen Dreieck angebracht werden musste. Dieses war ab Beginn der Dämmerung und bei dichtem Nebel zu beleuchten. Zuvor lag die Kompetenz für entsprechende Regelungen bei den Kantonen, wobei Warnschilder für Anhängergespanne in anderer Ausführung bereits existierten. Die Autobusse der Verkehrsbetriebe Luzern trugen auf der linken Fahrzeugseite unterhalb des Dachs beispielsweise ein weißes Schild mit der Aufschrift Achtung Anhänger.
In Spanien mussten früher auch Pkw vorn bei der Mitführung eines Anhängers mit einem quadratischen Schild (meist ohne Beleuchtung) mit schwarzer Umrandung versehen werden, auf dem ein gelbes Dreieck auf einem quadratischen blauen Grund zu sehen war.

## Galerie

### Deutsche Ausführung

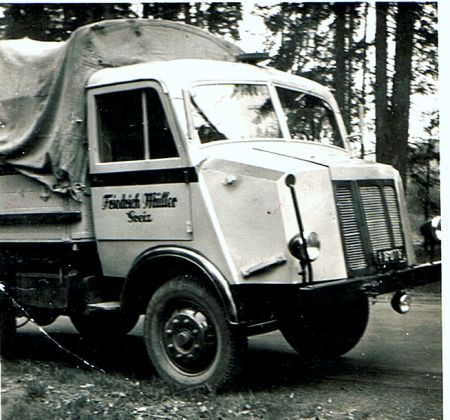
Horch/IFA H3 in der DDR im Solobetrieb mit vorgeklapptem Anhängerdreieck (1953)
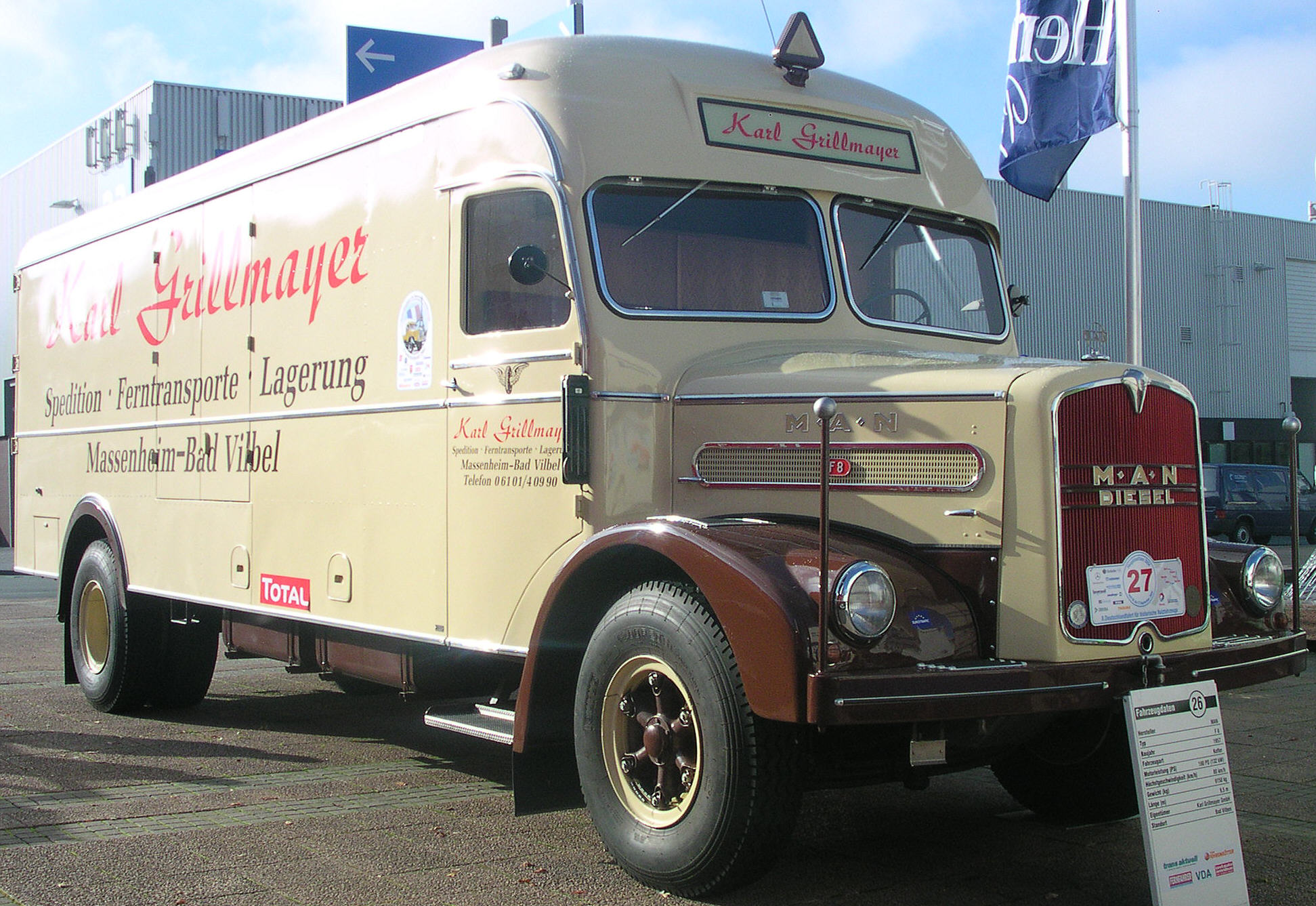
Möbelwagen MAN F8 aus der BRD mit Anhängerdreieck aus dem Baujahr 1957
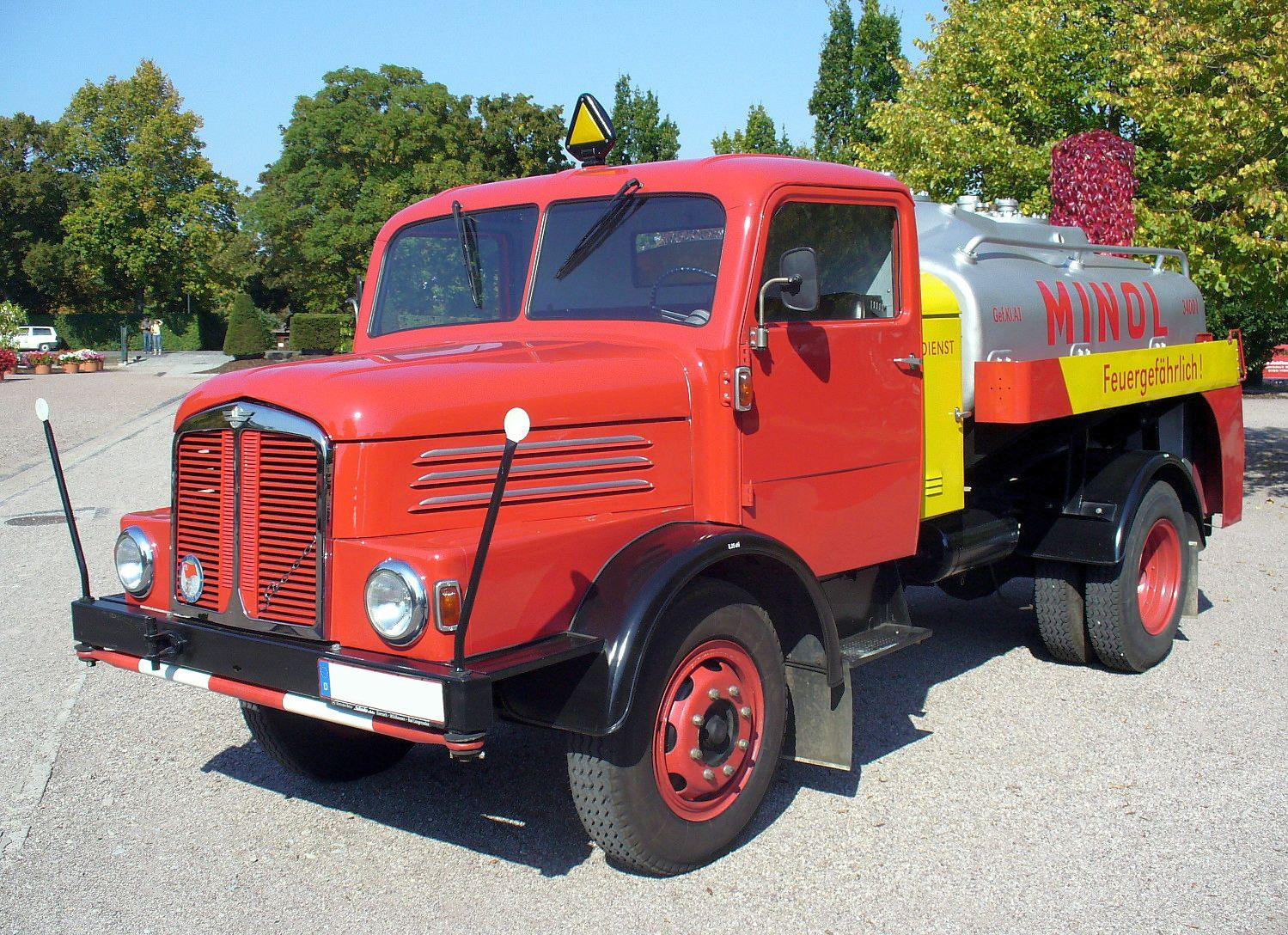
Minol-Tankwagen auf IFA S4000 aus der DDR mit Anhängerdreieck
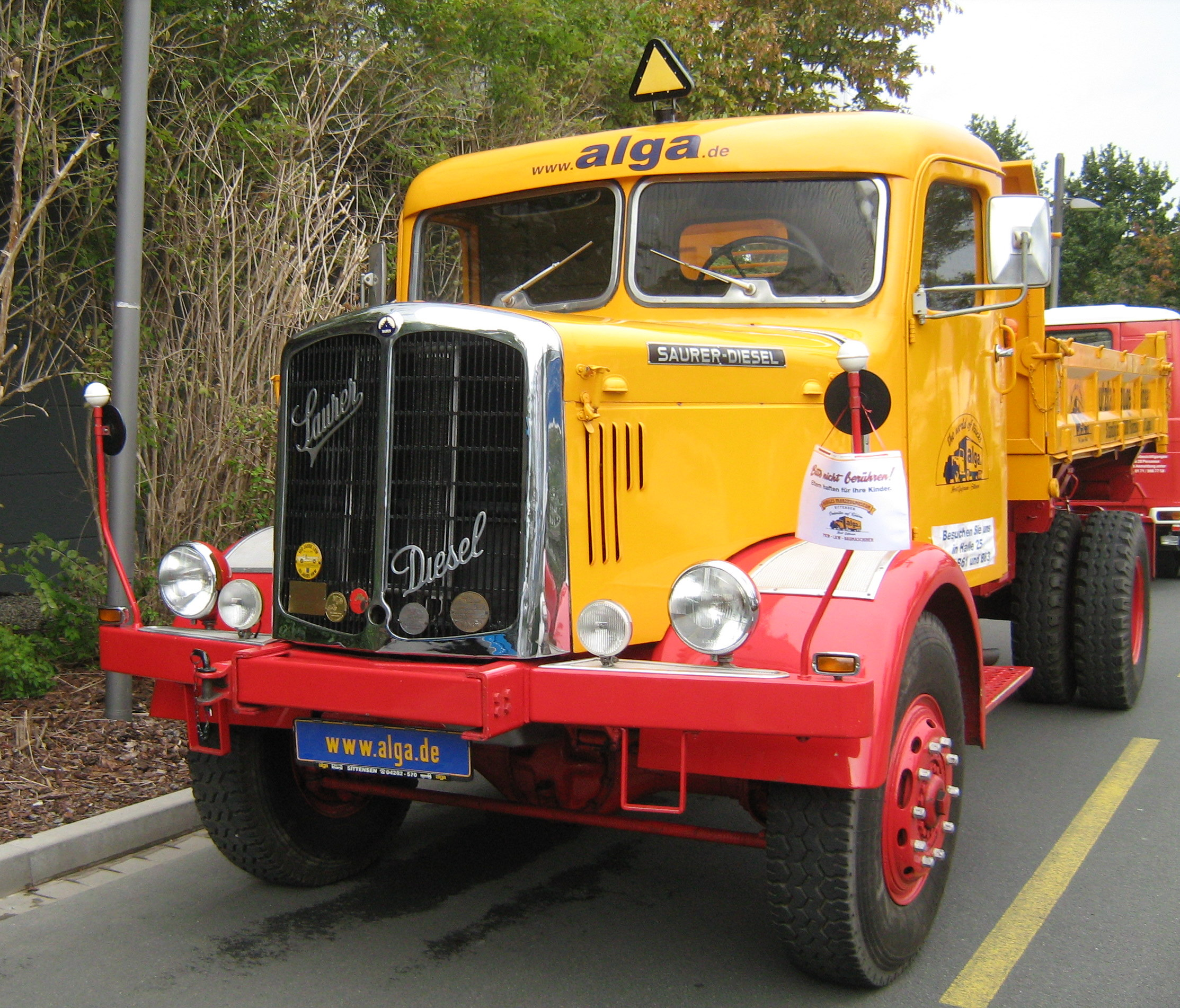
Saurer-LKW mit Allradantrieb der 1950er in Ausführung für die BRD mit Anhängerdreieck

### Französische Ausführung

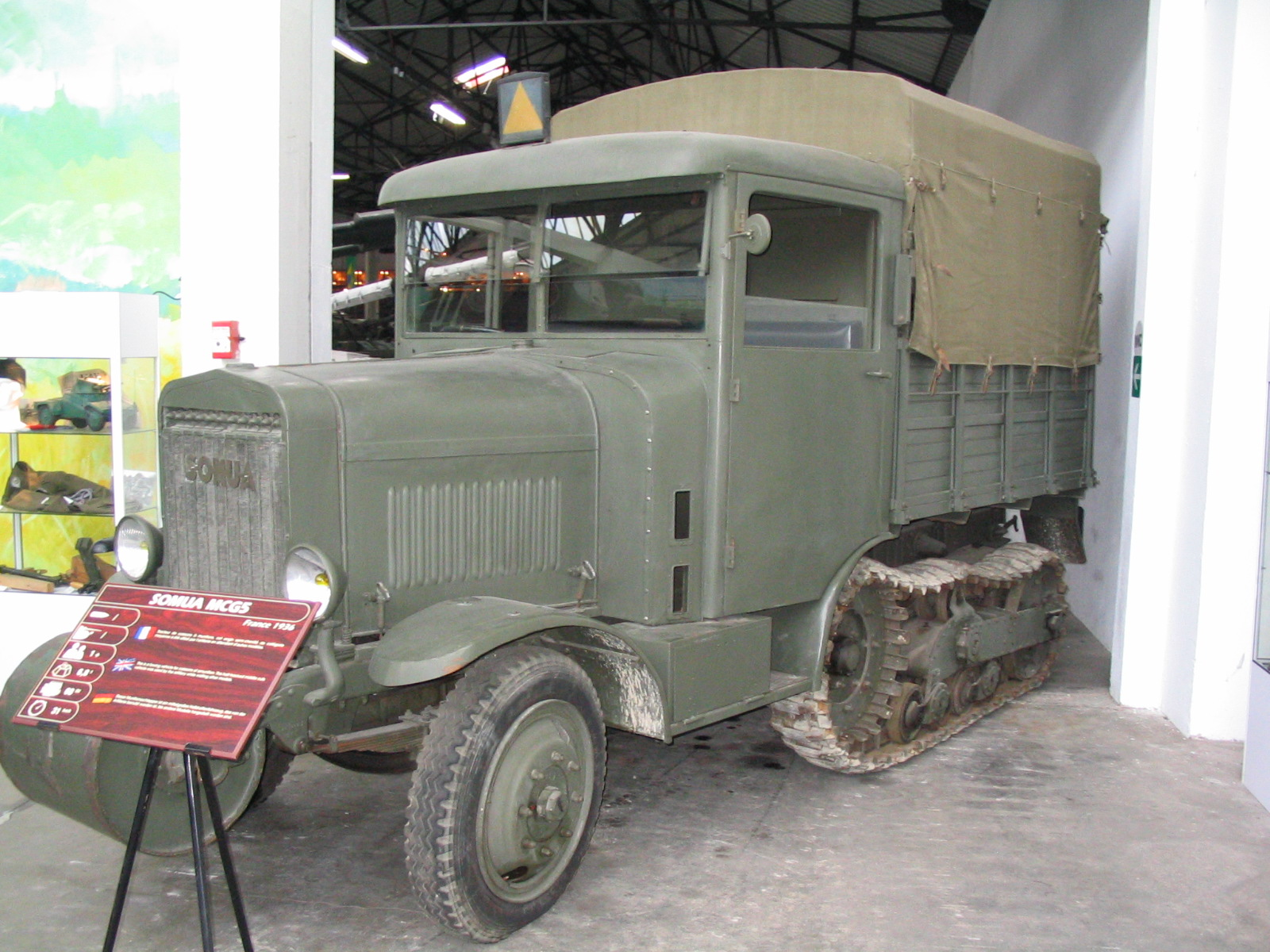
Halbkettenfahrzeug SOMUA MCG 5 aus dem Baujahr 1939 mit eckigem Anhängerdreieck

### Italienische Ausführung

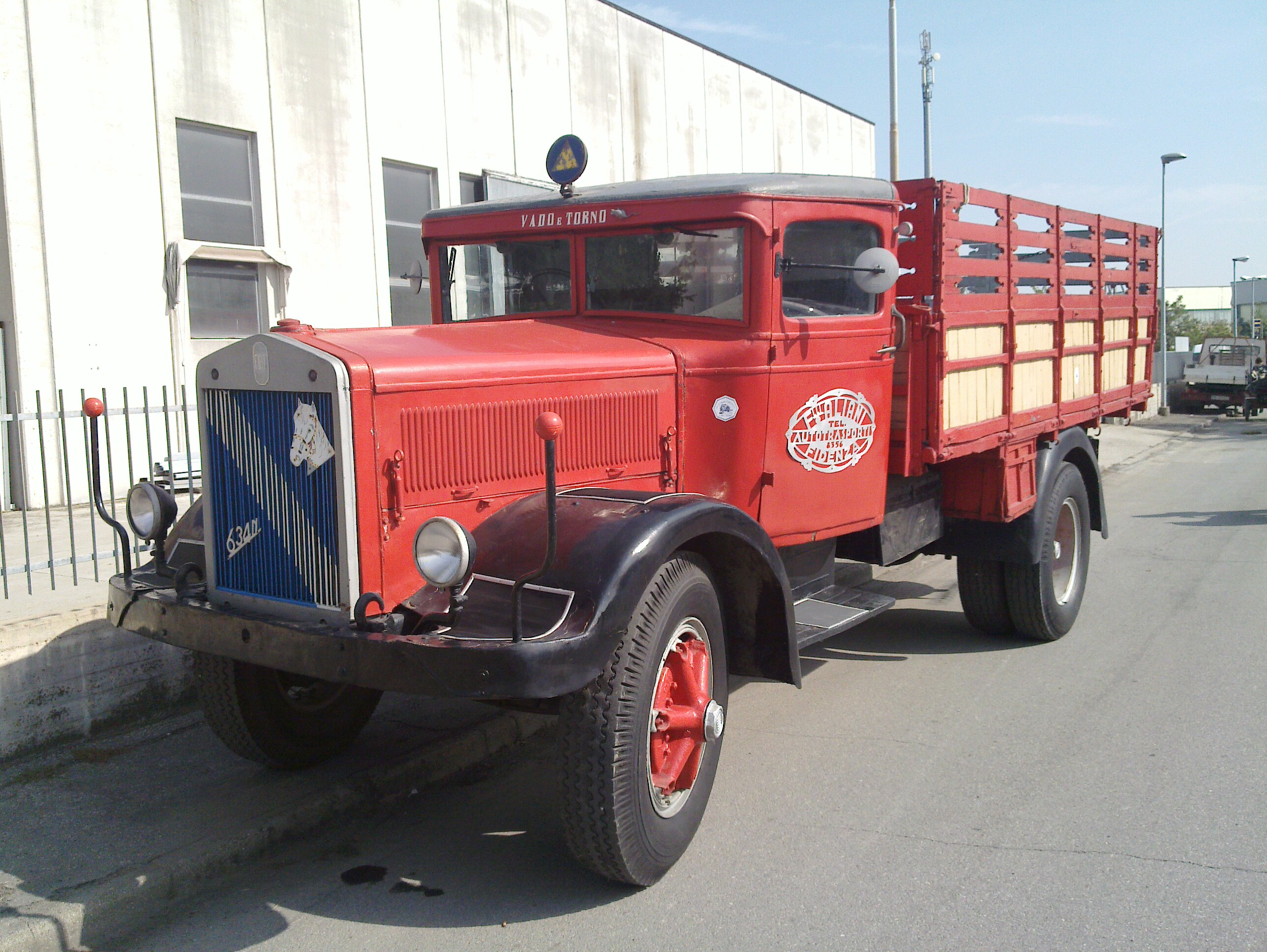
Fiat 634N der frühen 1930er mit Anhängerdreieck in alter italienischer Ausführung

### Schwedische Ausführung

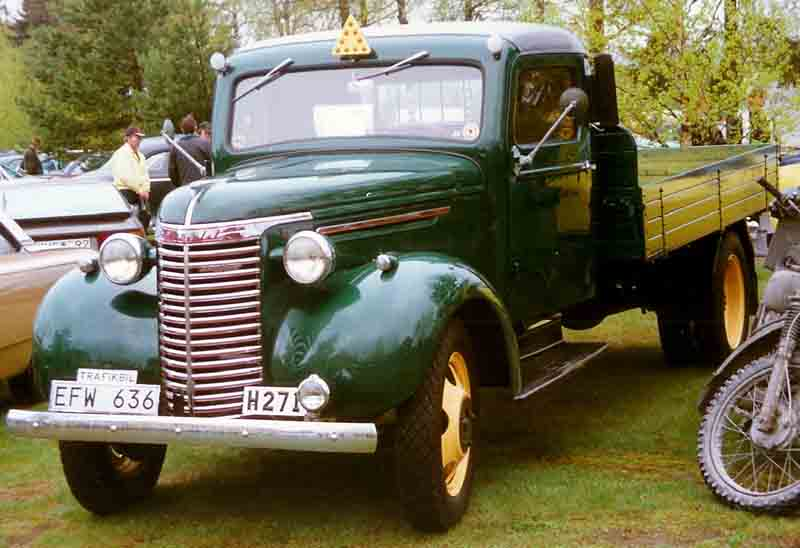
Chevrolet-LKW von 1940 mit Anhängerdreieck in früherer schwedischer Version
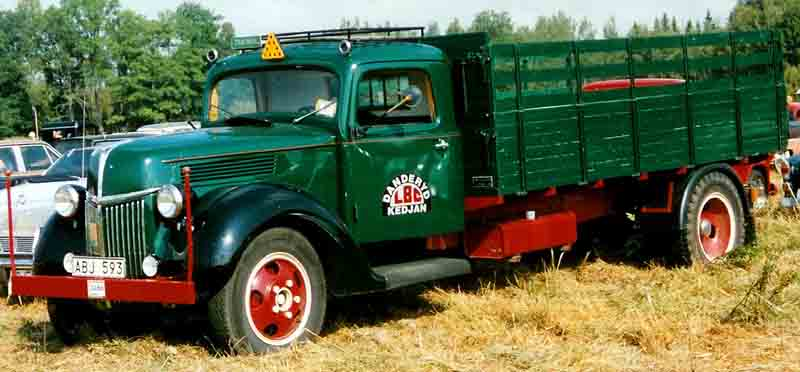
Ford-LKW Baujahr 1940 mit Anhängerdreieck in früherer schwedischer Version

### Schweizer Ausführung

Schematische Darstellung der Schweizer Ausführung
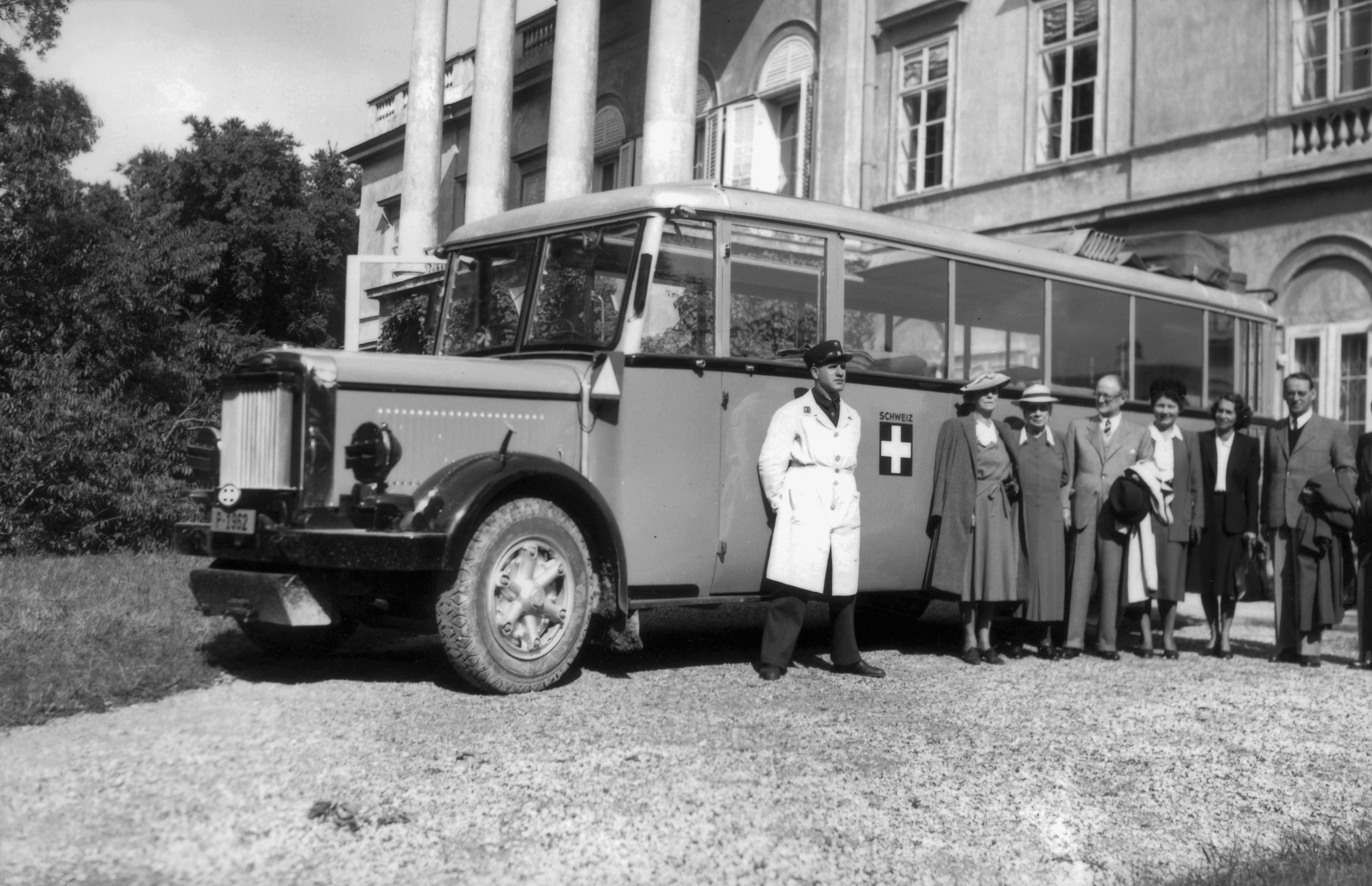
Ein FBW-Bus des Corps Diplomatique mit Warntafel
Warntafel an einem Saurer-Bus der Verkehrsbetriebe Zürich während des Bus-Probebetriebs auf der Forchbahn

## Abgrenzung

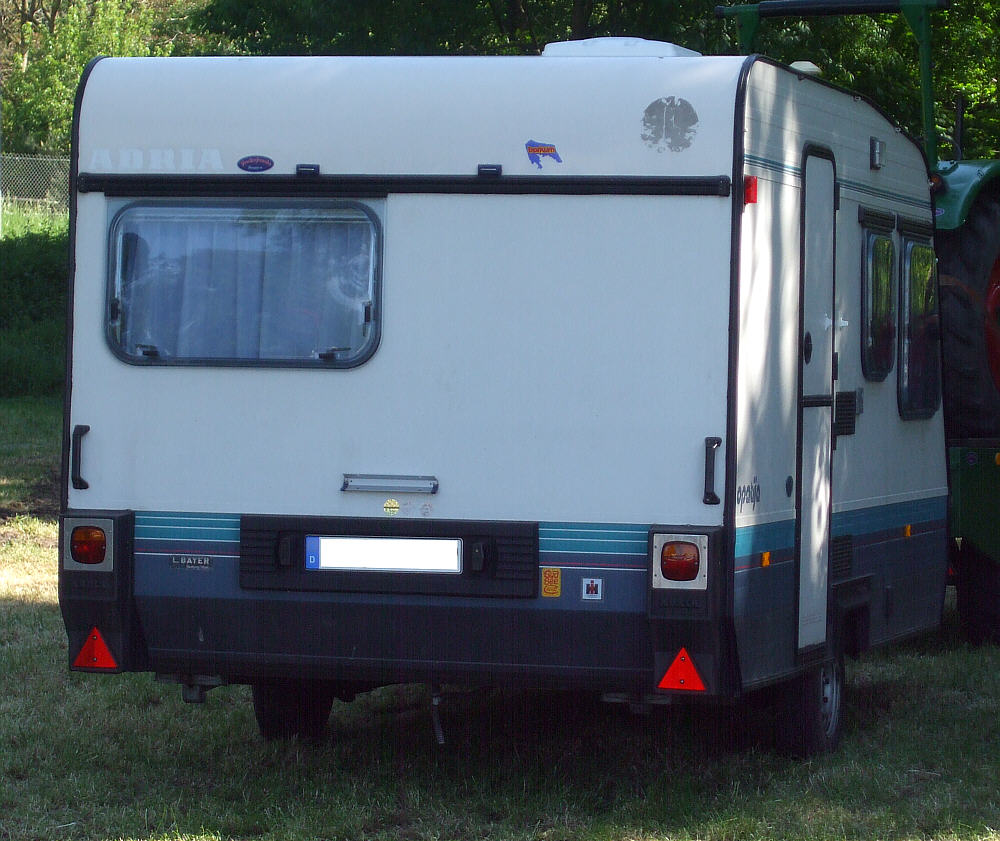
Anhänger müssen in der EU mit dreieckigen Rückstrahlern ausgerüstet sein

Nicht zu verwechseln ist das Anhängerdreieck mit den EU-weit vorgeschriebenen dreieckigen Rückstrahlern an Anhängern, wie sie das nebenstehende Bild zeigt.